# 真夜中らじお組
真夜中らじお組（まよなか - ぐみ）は、北海道のHBCラジオ（北海道放送）で、1986年4月から1989年3月まで放送されていた深夜のラジオ番組。

## 概要
放送時間は月曜日から金曜日までの24:00～24:30。
スタート当初は5曜日全てディレクターがパーソナリティを務めるという構成で、全員がマイクネームで出演していた。1986年中に大通公園で当時のディレクターパーソナリティ全員で「深夜の大握手会」を行ったところ、集まったリスナーはたったの9人でリスナーよりスタッフの方が多かったということがあった。
1年後の1987年4月からはタレント、歌手、アナウンサーを起用するという形態に変更、それまでパーソナリティを務めていたディレクターたちはそれぞれ本業に戻ったが引き続き本番組のディレクターとして残った者もいる。
1989年3月終了後も、火曜日のYOUは『YOUのO型でゴメンネ』（土曜日深夜27:30～28:00）、及出泰は『タテノリライブパーティー』（土曜日深夜27:00～27:30）とそれぞれ引き続きHBCでパーソナリティを務めていた。なお、この2番組は放送時間が連続しており（「タテノリO型クイズ」という連動キーワードクイズの企画も行っていた。

## パーソナリティ

### 1986年4月～1987年3月
- 谷崎悶悶（榊原満、月曜日）
- ビバップ松本（原田徹、火曜日）
- ポン太まこと（神戸眞、水曜日）
- 珍念（小川和美、木曜日）
『放送禁止解除歌特集』などの企画を行う。パーソナリティ降板後も本番組の木曜ディレクターを務めていた。ラジオの『欽ドン!』（ニッポン放送）で、『ジャンプ賞』を受賞したことがあった[2]。
- 狸小路秀麿（河村靖、金曜日）
パーソナリティ降板後も本番組の金曜ディレクターを務めていた。大学生時代は、オーケストラでヴァイオリニストを務めていたことがある[2]。

### 1987年4月～1989年3月
- ハロルド福地（月曜日、1987年4月～1989年3月）
- メルビン後藤（月曜日、1987年4月～1988年3月）
- MITSURU（火曜日、1987年4月～1988年9月）
- 及出泰（水曜日、1987年4月～1989年3月）
- 大神政敏（HBCアナウンサー、木曜日、1987年4月～1987年7月）
- 橋本能成（HBCアナウンサー、木曜日、1987年8月～1988年9月）
- 丸谷かおり（木曜日、1987年4月～1988年3月）
- 五十嵐浩晃（金曜日、1987年4月～1988年3月）
- 原田利恵（月曜日、1988年4月～1989年3月）
- 重石真由美（木曜日、1988年4月～1989年3月）
- YOU（火曜日、1988年10月～1989年3月）
- 岩城毅（木曜日、1988年10月～1989年3月）

## 主なコーナー
- 万能相談コーナー（珍念）
- らじお美人（狸小路秀麿）

仕事をする女性をスタジオに招き、トークをしていたコーナー。
- ハロルドの学校逆自慢（ハロルド福地）

学校の、マイナスとなるイメージを募集してそれを競い合っていた。
- メルビンの和歌コーナー（メルビン後藤）
- 今週の1曲（MITSURU）
- とほほコーナー（丸谷かおり）
- びっくりコーナー（丸谷かおり）
- 新アニメコーナー（橋本能成&丸谷かおり）
- 懺悔の値打ちもないコーナー（橋本能成&丸谷かおり）
- ラジオマドンナ（五十嵐浩晃）

共演希望の女性リスナーをはがきで募集し、選ばれた人が五十嵐と共演していた。先述の狸小路秀麿の日の『らじお美人』コーナーと瓜二つと言われていた（狸小路こと河村ディレクターはこの五十嵐の金曜日もディレクターとして担当していた）
- （出典：[1]）